# Верхняя Хава
Ве́рхняя Ха́ва — село в Воронежской области России.
Административный центр Верхнехавского района, а также Верхнехавского сельского поселения.

## География
Находится в 67 км к северо-востоку от Воронежа. Расположено на реке Хава (бассейн Воронежа). Железнодорожная станция Хава Воронежского отделения Юго-Восточной железной дороги на ветке «Графская — Анна» (пассажирские перевозки отсутствуют).
Значение слова «Хава» в тюркских языках означает — воздух, погода, климат.

## История
В 1976 году в окрестностях села произошла катастрофа Ил-18, следовавшего по маршруту «Москва — Ереван», погибли все 111 человек. В настоящее время в селе открыт мемориал погибшим.

## Население
| 1859  | 1897  | 1959  | 1970  | 1979  | 1989  | 2000  | 2002  | 2005  |
| ----- | ----- | ----- | ----- | ----- | ----- | ----- | ----- | ----- |
| 2857  | ↗4940 | ↗5708 | ↗6727 | ↗8186 | ↗8937 | ↗9083 | ↘7980 | →7980 |
| 2010  | 2021  |       |       |       |       |       |       |       |
| ↗8154 | ↘7344 |       |       |       |       |       |       |       |

## Экономика
В селе действует элеватор, маслоэкстракционный завод, металлургический центр

## Инфраструктура
В Верхней Хаве действуют: больница, три средних общеобразовательных школы, Дворец культуры, физкультурно-оздоровительный комплекс.

## Достопримечательности

#### Братская могила №87
Воинские захоронения появились в Верхней Хаве в 1942 году, когда здесь действовал военно-полевой госпиталь. В год 30-летия окончания Великой Отечественной войны в райцентре построили мемориал, на территории которого перезахоронили останки 104 бойцов Советской армии, фамилии и воинские звания красноармейцев установлены. В центре композиции установили бронзовую фигуру лётчика 567-го штурмового авиационного полка Василия Сидоровича Георгиева, погибшего при выполнении боевого задания. Мемориал торжественно открыли 8 мая 1975 года. 
Мемориалу присвоен статус памятника регионального значения.

#### Памятник М.И. Калинину
27 июня 1936 М.И.Калинин посетил Верхнюю Хаву в ходе своей поездки по региону. Памятник установлен в 1967 году на привокзальной площади. В 1977 бюст перенесли на главную площадь села. Памятник представляет собой гипсовый бюст высотой около полуметра установленный на постаменте высотой  около двух метров.

#### Одиночный курган у села Верхняя Хава
Располагается в окрестностях села. Датировка захоронения не установлена. Является памятником федерального значения.

## Известные люди
В 1925 году в селе работал С. Д. Абушенко — будущий нарком государственной безопасности Киргизской ССР.
В 2015 году признали почётным жителем села Лядову (Крутских,Гончарова,Фёдорова) Марину Михайловну, она была награждена медалью. Теперь 22 мая каждого года проводится день села.
Галина Воронина (1945) Заслуженный мастер спорта, трёхкратная чемпионка Европы по баскетболу родилась в Верхней Хаве.